# Dolabra

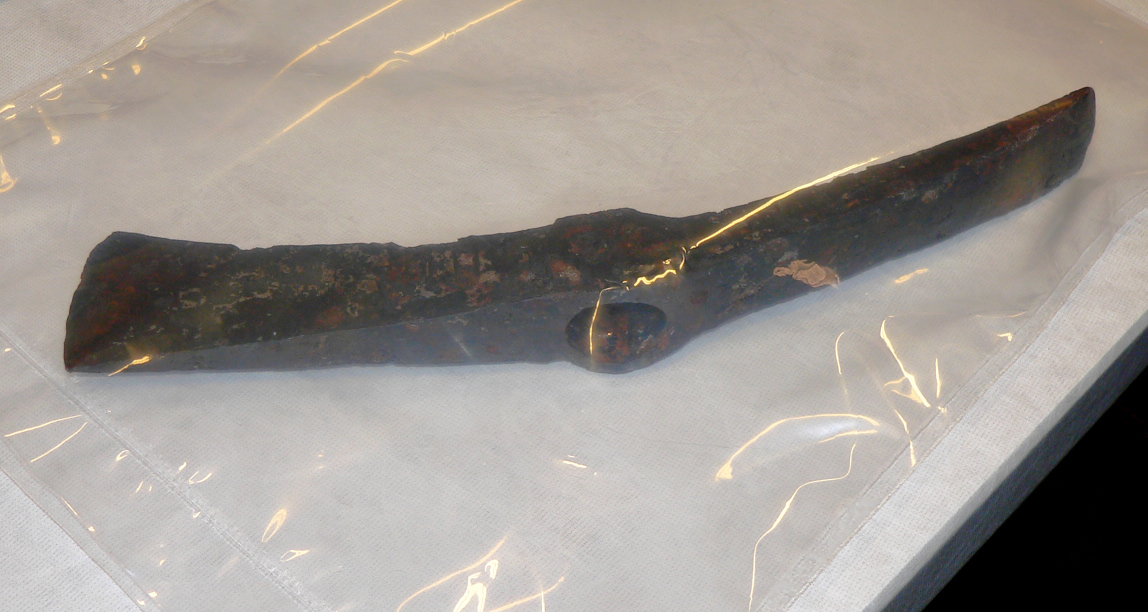
Kop van een dolabra uit het Romeins slagveld bij Kalefeld.

De dolabra is een werktuig, vergelijkbaar met een houweel, uit de Romeinse oudheid, dat voornamelijk door de Romeins legionair bij grondwerken werd gebruikt. De dolabra was vaak van wezenlijk belang bij legeroperaties, zoals het volgende citaat van de Romeinse senator Frontinus aantoont: "Domitius Corbulo dolabra hostem vincendum esse dicebat" (Nederlandse vertaling: "Domitius Corbulo zei dat de vijand met de dolabra moest worden verslagen").

## Beschrijving
Omdat grondwerk erg belangrijk was in het Romeins leger droeg elke legionair naast zijn wapens ook gereedschap met zich mee. De dolabra lijkt veel op de moderne pickel die in de bergsport wordt gebruikt: het is een klein houweel dat een bijlblad heeft aan de kant waar bij een gewoon houweel een punt zit. Dolabrae konden worden gebruikt als strijdbijl, voor de houtkap en voor allerhande graafwerk, van het graven van grachten en het opwerpen van aardwallen (aggers) tot het ondermijnen van stadsmuren.

## Geschiedenis
Een vergelijkbaar werktuig werd reeds gebruikt door de Macedoniërs. In 325 v.Chr. veroverde Alexander de Grote Malavasthana, het hedendaagse Multan in Pakistan. Nadat zijn mannen de buitenste muren van de citadel van de stad hadden veroverd begonnen ze met de ondermijning van de binnenmuren. De ongeduldige Alexander nam een stormladder en beklom de muur, waarbij slechts enkele van zijn mannen hem konden volgen. Nadat hij gewond was geraakt doorbraken de Macedoniërs met hun "dolabris" de muur om hun commandant te ontzetten.
Tijdens de Tweede Samnitische Oorlog in 310 v.Chr. bij het Etruskische beleg van de Romeinse stad Sutrium maakte het ontzettingsleger onder consul Rullianus gebruik van hun dolabrae om 's nachts de gracht van hun eigen kamp met aarde van de verdedigingswallen te vullen. Kort voor zonsopgang konden de Romeinen hun overwegend nog slapende vijand over een breed front massaal overweldigen en hoewel ze in de minderheid waren behaalden de Romeinen een klinkende overwinning op de Etrusken.
Tijdens de Romeinse burgeroorlog, kort voor de Tweede Slag bij Bedriacum in 69, het Vierkeizerjaar, wist de Romeinse generaal Marcus Antonius Primus zijn troepen te overtuigen de rijke stad Cremona nog niet te plunderen door hen er op te wijzen dat ze geen dolabrae bij zich hadden en dus geen mogelijkheid hadden in geval van nood muren te doorbreken of verdedigingswerken op te werpen.